# Manuel Reig Fourquet
Manuel Reig Fourquet (València, 1830 - Madrid, 1901) fou un polític i comerciant valencià, diputat a les Corts Espanyoles durant la restauració borbònica.

## Biografia
Fill de Joan Baptista Reig Olcina, alcalde de València, i germà de Lino Alberto Reig Fourquet. Es llicencià en dret a la Universitat de València i poc després treballà com a visitador de la Duana a l'Havana (Cuba), on es va casar amb la filla d'uns rics propietaris. Quan va tornar va dirigir un bufet d'advocats important. El 1864 va rebre part de l'herència del seu pare i es dedicà a fer negocis immobiliaris aprofitant les desamortitzacions, assolint així grans propietats a Almàssera, Gavarda, Sant Joan de l'Ènova i Alberic.
Durant la restauració borbònica es va fer molt amic d'Arsenio Martínez-Campos Antón i donarà suport al seu cop d'estat de 1874 formant part del batalló de la Milícia Nacional a Madrid dirigit per Francisco Romero Robledo amb importants elements de la burgesia local. Fou elegit diputat del Partit Conservador pel districte de Requena a les eleccions generals espanyoles de 1876 i pel de Gandia a les eleccions generals espanyoles de 1879. Va perdre l'escó per la seva adscripció al sector de Romero Robledo, però després es posà de part de Francisco Silvela i fou escollit novament diputat per Requena a les eleccions generals espanyoles de 1884 i 1891. Fou també nomenat senador per la província de València el 1899-1900.